# Ausbildungsordnung Sonderpädagogische Förderung NRW
Die Ausbildungsordnung Sonderpädagogische Förderung NRW beziehungsweise die „Verordnung über die sonderpädagogische Förderung, den Hausunterricht und die Schule für Kranke“ (Ausbildungsordnung gemäß §52 SchulG - AO-SF) vom 29. April 2005 (geändert durch Verordnung vom 29. September 2014) regelt die sonderpädagogische Förderung in Nordrhein-Westfalen. 
Sonderpädagogische Förderung erhält ein Kind in Nordrhein-Westfalen, wenn es in seiner persönlichen Entwicklung und seinen Leistungen einer besonderen Förderung bedarf. Der Förderort kann eine allgemeinbildende Schule oder eine Förderschule sein. Festgestellt wird dieser sonderpädagogische Förderbedarf durch ein Verfahren zur Feststellung des sonderpädagogischen Förderbedarfs. Dies kann erforderlich sein,
- wenn das Kind bereits eine Frühfördereinrichtung besucht,
- wenn die Eltern vor Einschulung des Kindes Anhaltspunkte dafür haben, dass es besondere Unterstützung zum Lernen und zu seiner Entwicklung braucht,
- wenn die Schulleitung bei der Einschulung des Kindes in die Grundschule Anhaltspunkte dafür hat, dass es sonderpädagogische Förderung benötigt,
- wenn die Lehrkräfte während der Schulzeit des Kindes Anhaltspunkte dafür haben, dass es sonderpädagogische Förderung benötigt.

## Verfahren zur Ermittlung des sonderpädagogischen Förderbedarfs (AO-SF)
Im Rahmen dieses Verfahrens wird die Förderbedürftigkeit eines Kindes oder Jugendlichen im Rahmen der Schulordnung des Landes NRW und daraus resultierend der Förderort bestimmt. 
Einen sonderpädagogischen Förderbedarf können folgende Behinderungen begründen:
- Lern- und Entwicklungsstörungen (Lernbehinderung, Sprachbehinderung, Erziehungsschwierigkeit)
- Geistige Behinderung
- Körperbehinderung
- Hörschädigung (Gehörlosigkeit, Schwerhörigkeit)
- Sehschädigung (Blindheit, Sehbehinderung)
- Autismus

## Schwerpunkte sonderpädagogischer Förderung
Schwerpunkte sonderpädagogischer Förderung sind
1. Lernen
2. Sprache
3. Emotionale und soziale Entwicklung
4. Hören und Kommunikation
5. Sehen
6. Geistige Entwicklung
7. Körperliche und motorische Entwicklung

## Orte sonderpädagogischer Förderung
Orte sonderpädagogischer Förderung sind
1. die allgemeinen Schulen (allgemeinbildende Schulen und Berufskollegs),
2. die Förderschulen,
3. die Schulen für Kranke.

## Ermittlung des sonderpädagogischen Förderbedarfs
Ein Antrag auf Einleitung eines Verfahrens zur Ermittlung des sonderpädagogischen Förderbedarfs kann gestellt werden, durch
- die Eltern über die allgemeine Schule,
- die allgemeine Schule nach vorheriger Information der Eltern unter Angabe der wesentlichen Gründe
- die Eltern bei der Anmeldung ihres schulpflichtigen Kindes

Im Rahmen dieses Verfahrens erarbeiten eine sonderpädagogische Lehrkraft und ein Lehrer der allgemeinen Schule gemeinsam ein Gutachten. Dabei beziehen sie neben den eigenen Beobachtungen und Testergebnisse, die Ergebnisse der von der Schulaufsichtsbehörde veranlassten schulärztlichen Untersuchung ein. Außerdem laden sie die Eltern zu einem Gespräch ein.
Die Schulaufsichtsbehörde informiert die Eltern über die beabsichtigte Entscheidung und versucht in einem weiteren Gespräch Einvernehmen über die Entscheidung herzustellen. Sind die Eltern mit der Entscheidung einverstanden, kann das Gespräch über die Schulleitung der aufnehmenden Schule geführt werden.
Auf Wunsch gibt die Schulaufsichtsbehörde den Eltern Einsicht in das Gutachten sowie die Unterlagen, auf denen es beruht.
Die Entscheidung über sonderpädagogischen Förderbedarf, Förderschwerpunkt und Förderort wird von der Schulaufsichtsbehörde getroffen. 
Nach der Entscheidung über den Förderort melden die Eltern ihr Kind bei der benannten Schule oder bei einer der benannten Schulen an, soweit es diese Schule nicht bereits besucht. Melden die Eltern ihr Kind nicht an, veranlasst die Schulaufsichtsbehörde die Aufnahme und teilt ihnen dies schriftlich mit.
Die Eltern haben das Recht gegen die Entscheidung gerichtlich vorzugehen, was für die Entscheidung aufschiebende Wirkung hat und die Entscheidung bis zu einem Jahr verzögern kann.
Die Lehrer erstellen diese Gutachten im Rahmen ihrer Tätigkeit als Lehrer. Dabei sind sie in ihrer gutachterlichen Tätigkeit unabhängig (auch von der Schulaufsichtsbehörde). 
Als Grundlage für das Gutachten dienen Unterrichtsbeobachtungen, standardisierte Tests, wie beispielsweise Intelligenztests (K-ABC, Raven, CFT, HAWIK) oder Schulleistungstests (HSP, DEMAT, WLLP, DRT), Beobachtungen der abgebenden Schule beziehungsweise des Kindergartens, das schulärztliche Gutachten, Beobachtungen der Eltern etc. 
Ziel des Gutachtens ist die Feststellung des Förderbedarfs und der geeigneten Schule für das jeweilige Kind. Dabei werden idealerweise konkrete Aussagen zu den Förderschwerpunkten und den notwendigen Hilfen gemacht. Auch medizinische Empfehlungen in Rücksprache mit dem Schulärztlichen Dienst können Inhalt sein.